# Dansbeer

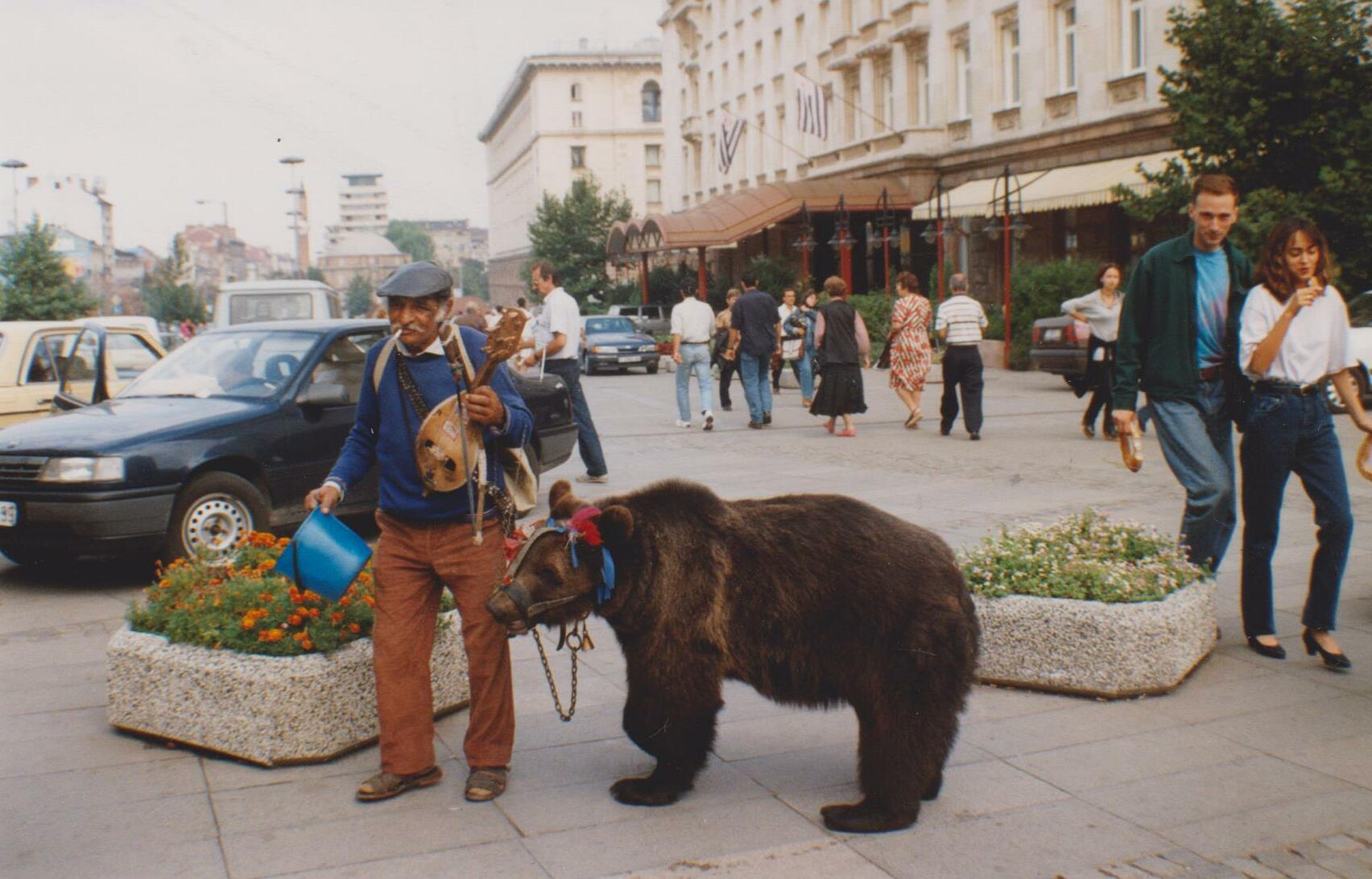
Een dansbeer in Sofia (1994)

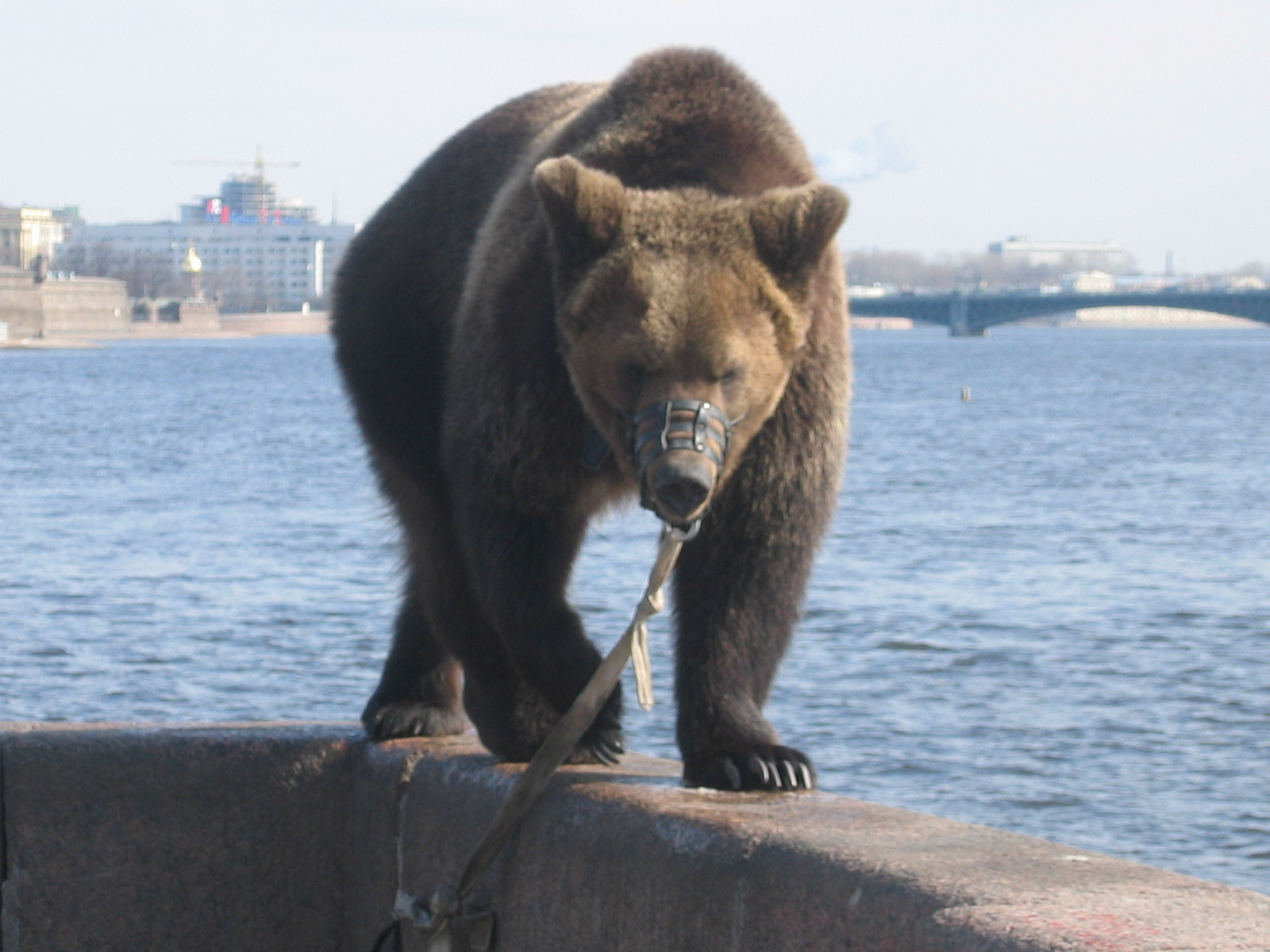
Een dansbeer in Sint-Petersburg (2005)

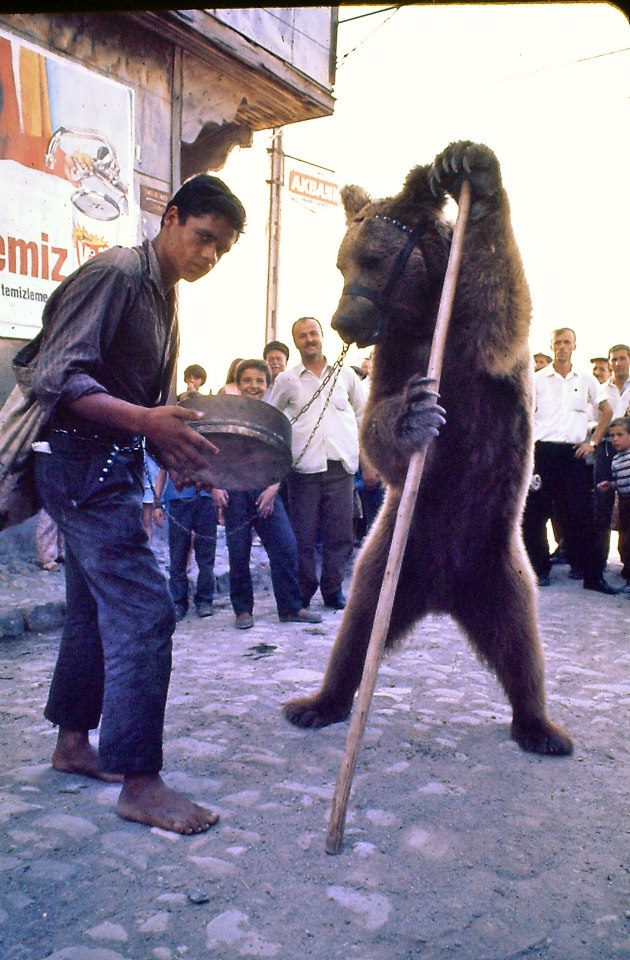
Een dansbeer in Samsun (1969-1970)

Een dansbeer is een bruine beer die getraind is om op commando dansachtige bewegingen uit te voeren. Demonstraties met dansberen waren vanaf de middeleeuwen tot het begin van de twintigste eeuw gebruikelijk in meeste delen van Europa. 
Het belangrijkste trainingscentrum in de achttiende eeuw was de berenacademie van Smarhon. De temmers waren Roma in dienst van het rijke geslacht Radziwiłł.
Sindsdien is de praktijk bijna overal verboden omdat het als dierenmishandeling wordt gezien. Desalniettemin komt het af en toe nog voor in een aantal landen in Zuidoost- en Oost-Europa, waaronder Albanië, Turkije en sommige staten van de voormalige Sovjet-Unie.
In Bulgarije werd het houden van dansberen in 2007 verboden om toetreding tot de Europese Unie mogelijk te maken. De laatste drie dansende beren werden overgebracht naar een natuurpark in de buurt van Belitsa.
In India (sinds 1998 officieel verboden), Nepal, Pakistan en Sri Lanka worden lippenberen gehouden in plaats van bruine beren. Alhoewel lippenberen kleiner zijn dan bruine beren, zijn ze veel agressiever en vallen ze regelmatig mensen aan.